# Кировское сельское поселение (Кагальницкий район)
Кировское сельское поселение — муниципальное образование в Кагальницком районе Ростовской области.
Административный центр поселения — станица Кировская.

## Административное устройство
В состав Кировского сельского поселения входят:
- станица Кировская;
- посёлок Берёзовая Роща;
- посёлок Глубокий Яр;
- хутор Дачный;
- посёлок Зеленопольский;
- хутор Николаевский;
- посёлок Новонатальин.

## Население
| 2010  | 2012  | 2013  | 2014  | 2015  | 2016  | 2017  |
| ----- | ----- | ----- | ----- | ----- | ----- | ----- |
| 7438  | ↗7460 | ↗7513 | ↗7525 | ↘7443 | ↘7349 | ↘7223 |
| 2018  | 2019  | 2020  | 2021  |       |       |       |
| ↘7137 | ↘7022 | ↘6977 | ↘6973 |       |       |       |